# Ataque de Donetsk de enero de 2024
El bombardeo de la ciudad de Donetsk, controlada por la autoproclamada República Popular de Donetsk (RPD) de Rusia, fue un ataque que tuvo lugar el 21 de enero de 2024, durante la invasión rusa de Ucrania. Los proyectiles de artillería alcanzaron un mercado de la ciudad y mataron al menos a 27 personas. El gobierno ruso acusó al ucraniano de lanzar el ataque; mientras que Kiev lo negó. Según los informes de los medios, el bombardeo fue el más sangriento en Donetsk desde la guerra de 2014.

## Desarrollo
El 21 de enero por la mañana, las autoridades de la RP de Donetsk informaron de un bombardeo masivo sobre su capital. El jefe de la administración rusa de la ciudad, Alexéi Kulemzin, instó a los habitantes del raión de Kírov, donde se encuentra el mercado de Mercury, a no abandonar los refugios a eso de las 10:20 hora de Moscú.
Quince minutos después, Kulemzin informó que se habían producido víctimas como consecuencia del bombardeo del distrito de Kirovsky. Según Radio Free Europe/Radio Liberty, el microdistrito de Tekstilshchik, donde se encuentra el mercado de la ciudad de Mercury, fue alcanzado.
Según el alcalde prorruso, Alexei Kulemzin, 28 personas murieron y otras 25 resultaron heridas. El jefe de la RPD, Denis Pushilin, señaló que el mercado fue atacado en un momento en que había mucha gente allí. Según él, el ataque fue realizado por la parte ucraniana con artillería de cañón desde las direcciones Kurakhovsky y Krasnogorovsky.

## Reacción

### Rusia
Según el jefe de la RPD, Denis Pushilin, el ataque fue realizado por las Fuerzas Armadas de Ucrania con artillería de cañón desde las direcciones Kurakhovsky y Krasnogorovsky. El Ministerio de Asuntos Exteriores de Rusia condenó el ataque como un ataque terrorista dirigido contra la población civil y lo calificó de "acto terrorista bárbaro contra la población civil de Rusia" desde la anexión unilateral en 2022 del suroeste ucraniano, entre la que se encontraba la RPD.

### Ucrania
Al principio, la parte ucraniana no hizo ningún comentario sobre el incidente, pero luego los representantes del grupo de tropas ucraniano "Tavria" declararon su no participación en este bombardeo.

### ONU
El Secretario General de la ONU, Antonio Guterres, dijo que "condena enérgicamente todos los ataques contra civiles e infraestructuras civiles, incluido el bombardeo de hoy de la ciudad de Donetsk en Ucrania".